# Wolfgang Lux
Wolfgang Lux (* Juli 1943) ist ein deutscher Tischtennisspieler, der an der Europameisterschaft 1962 teilnahm.
Wolfgang Lux spielte Anfang der 1960er Jahre mit dem SC Charlottenburg in der Oberliga, der damals höchsten deutschen Spielklasse. 1966 wechselte er zu Tennis Borussia Berlin, Mitte der 1970er Jahre war er bei den Reinickendorfer Füchsen aktiv. Von 1989 bis 1993 gehörte er wieder dem SC Charlottenburg an.
1962 wurde er für die Individualwettbewerbe der Europameisterschaft in West-Berlin nominiert. Hier besiegte er im Einzel Maurice Cornil (Belgien) und Robert Kerr (Schottland), danach unterlag er dem Deutschen Hans-Jörg Offergeld. Auch im Doppel mit Manfred Konieczka kam er zwei Runden weiter: Nach Siegen gegen Alberto Lo/Antonio Osorio (Portugal) und Carlo Jaminet/Valentin Langehegermann (Luxemburg) schieden sie gegen das jugoslawische Doppel Edvard Vecko/Istvan Korpa aus. Das Mixed mit Edith Lersow war gegen Alan Rhodes/Mary Shannon (England) und Jan Scheffer/Tine de Jong (Niederlande) erfolgreich, dagegen waren Vojislav Marković/Monique Alber (Jugoslawien/Frankreich) zu stark.
Mehrere Erfolge erzielte Wolfgang Lux bei deutschen Meisterschaften der Senioren im Mixed. Mit Jutta Schultz wurde er 1986 Zweiter und 1988 Erster, 1991 und 1993 holte er zusammen mit Jutta Trapp den Titel.
Von Beruf war Wolfgang Lux Polizist.